# コタシャーン
コタシャーン（欧字名:Kotashaan、1988年5月8日 - ）はフランスで生まれ、フランスとアメリカで調教を受けた競走馬。アメリカの芝路線で活躍した。日本のジャパンカップにも出走し、ケント・デザーモ騎手のゴール板誤認事件でも知られた。

## 戦績
1990年11月にデビュー。1991年まではフランスで走り8戦3勝、GIIIを1つ勝っている。
1992年にはアメリカへ転厩。しかしこの年は4戦して一般競走での1勝のみでシーズンを終える。
1993年になると、鞍上にアメリカの名手、ケント・デザーモを迎える。2月のGIIサンルイオビスポステークスを7馬身差で制するとGIサンルイレイステークスではGI優勝馬ビエンビエンを抑えGI初優勝。その後もGIサンフアンカピストラーノインビテーショナルハンデキャップで再びビエンビエンにレコード勝ち、GIエディリードハンデキャップを3馬身差で優勝、GI競走3連勝で瞬く間にアメリカ芝路線のトップホースへと上り詰めた。GIIデルマー招待ハンデキャップで2着に敗れ連勝が止まったが、GIオークツリー招待ハンデキャップに勝利、1番人気で迎えたブリーダーズカップ・ターフでは三度ビエンビエンを下し優勝した。
そしてジャパンカップへの招待を受け来日。凱旋門賞2着のホワイトマズル、アーリントンミリオン優勝馬スターオブコジーン、東京優駿（日本ダービー）優勝馬ウイニングチケットを抑えて1番人気に支持された。レースが始まると道中は中団やや後方に位置し、最後の直線で鋭い末脚を見せ差を詰めてきた。しかし残り100mの地点で鞍上のケント・デザーモがハロン棒をゴール板と勘違いし、追うのを止めた。すぐに自分のミスに気付いたデザーモ騎手は再び追い始めるが、日本のレガシーワールドから1馬身1/4離された2着に敗れた。
この年、GI競走5勝でエクリプス賞年度代表馬、最優秀芝牡馬に選出された。
ジャパンカップを最後に引退し、日本で種牡馬になった。

## 種牡馬
1994年からレックススタッドで種牡馬入りする。種付け頭数は年平均50頭以上とまずまずの人気だったが、受胎率は30%程度とかなり低かった。それでも87頭が出走したが、地方重賞勝ち馬が1頭のみ、中央古馬オープンまで勝ち上がった馬も0頭に終わる。1999年には種付け頭数が0頭になり、2000年1月にアイルランドに輸出された。アイルランドでは障害競走用の種牡馬として供用されている。

## 主な産駒
- マッキードリーム（播磨賞）

### 母の父として
- カラテチョップ（兵庫ダービー、菊水賞、兵庫若駒賞）

## 血統表
| コタシャーンの血統（ミルリーフ系 / Nasrullah 5×5=6.25%） | コタシャーンの血統（ミルリーフ系 / Nasrullah 5×5=6.25%） | コタシャーンの血統（ミルリーフ系 / Nasrullah 5×5=6.25%） | （血統表の出典）     | （血統表の出典）  |
| 父 Darshaan 1981 黒鹿毛                                  | 父の父Shirley Heights 1975 鹿毛                          | Mill Reef                                                | Never Bend           | Never Bend        |
| 父 Darshaan 1981 黒鹿毛                                  | 父の父Shirley Heights 1975 鹿毛                          | Mill Reef                                                | Milan Mill           |                   |
| 父 Darshaan 1981 黒鹿毛                                  | 父の父Shirley Heights 1975 鹿毛                          | Hardiemma                                                | *ハーディカヌート    | *ハーディカヌート |
| 父 Darshaan 1981 黒鹿毛                                  | 父の父Shirley Heights 1975 鹿毛                          | Hardiemma                                                | Grand Cross          |                   |
| 父 Darshaan 1981 黒鹿毛                                  | 父の母Delsy 1972 黒鹿毛                                  | Abdos                                                    | Arbar                | Arbar             |
| 父 Darshaan 1981 黒鹿毛                                  | 父の母Delsy 1972 黒鹿毛                                  | Abdos                                                    | Pretty Lady          |                   |
| 父 Darshaan 1981 黒鹿毛                                  | 父の母Delsy 1972 黒鹿毛                                  | Kelty                                                    | *ヴェンチア          | *ヴェンチア       |
| 父 Darshaan 1981 黒鹿毛                                  | 父の母Delsy 1972 黒鹿毛                                  | Kelty                                                    | *マリラ              |                   |
| 母 Haute Autorite 1983 黒鹿毛                            | 母の父Elocutionist 1973 鹿毛                             | Gallant Romeo                                            | Gallant Man          | Gallant Man       |
| 母 Haute Autorite 1983 黒鹿毛                            | 母の父Elocutionist 1973 鹿毛                             | Gallant Romeo                                            | Juliets Nurse        |                   |
| 母 Haute Autorite 1983 黒鹿毛                            | 母の父Elocutionist 1973 鹿毛                             | Strictly Speaking                                        | Fleet Nasrullah      | Fleet Nasrullah   |
| 母 Haute Autorite 1983 黒鹿毛                            | 母の父Elocutionist 1973 鹿毛                             | Strictly Speaking                                        | Believe Me           |                   |
| 母 Haute Autorite 1983 黒鹿毛                            | 母の母Premiere Danseuse 1978 栗毛                        | Green Dancer                                             | Nijinsky II          | Nijinsky II       |
| 母 Haute Autorite 1983 黒鹿毛                            | 母の母Premiere Danseuse 1978 栗毛                        | Green Dancer                                             | Green Valley         |                   |
| 母 Haute Autorite 1983 黒鹿毛                            | 母の母Premiere Danseuse 1978 栗毛                        | Opealia                                                  | Cambremont           | Cambremont        |
| 母 Haute Autorite 1983 黒鹿毛                            | 母の母Premiere Danseuse 1978 栗毛                        | Opealia                                                  | Optimistic F-No.19-a |                   |